# Primera División de Islas Feroe 2024
La Primera División de Islas Feroe 2024, conocida como «Betri deildin menn» por razones de patrocinio, fue la edición número 82 de la Primera División de las Islas Feroe. La temporada comenzó el 9 de marzo y terminó el 26 de octubre.
El Víkingur Gøta se proclamó campeón de la temporada consiguiendo su tercer título en la historia.

## Sistema de competición
Los 10 equipos participantes jugaron entre sí todos contra todos tres veces totalizando 27 partidos por cada equipo. Al final de la temporada el primer clasificado consiguió un cupo para la Liga de Campeones 2025-26, mientras que el segundo y el tercero clasificado consiguieron un cupo para la Liga Conferencia de la UEFA 2025-26. Por otro lado los dos últimos clasificados descendieron a la 1. deild 2025.
Un tercer cupo para la Liga Conferencia de la UEFA 2025-26 fue asignado al campeón de la Copa de Islas Feroe.

### Ascensos y descensos
| Pos. | Ascendidos de 1. Deild 2023 |
| ---- | --------------------------- |
| 1    | Skála Ítróttarfelag         |
| 2    | NSÍ Runavík                 |

| Pos. | Descendidos de Primera División 2023 |
| ---- | ------------------------------------ |
| 9    | Argja Bóltfelag                      |
| 10   | TB                                   |

## Equipos participantes
| Equipo              | Ciudad       | Estadio          | Capacidad |
| ------------------- | ------------ | ---------------- | --------- |
| 07 Vestur           | Sandavágur   | Á Dungasandi     | 2000      |
| B36                 | Tórshavn     | Gundadalur       | 5000      |
| B68                 | Toftir       | Svangaskarð      | 1450      |
| EB/Streymur         | Streymnes    | Við Margáir      | 2000      |
| HB                  | Tórshavn     | Gundadalur       | 5000      |
| ÍF                  | Fuglafjørður | Í Fløtugerði     | 1200      |
| KÍ                  | Klaksvík     | Við Djúpumýrar   | 4000      |
| NSÍ Runavík         | Runavík      | Við Løkin        | 2000      |
| Skála Ítróttarfelag | Skála        | Undir Mýruhjalla | 1000      |
| Vikingur            | Norðragøta   | Sarpugerði       | 3000      |

## Desarrollo

### Clasificación
| Pos. | Equipo                  | Pts. | PJ | G  | E | P  | GF | GC | Dif. | Clasificación 2025-26                 |
| ---- | ----------------------- | ---- | -- | -- | - | -- | -- | -- | ---- | ------------------------------------- |
| 1    | Víkingur Gøta (C)       | 73   | 27 | 24 | 1 | 2  | 79 | 14 | +65  | Primera ronda de la Liga de Campeones |
| 2    | KÍ Klaksvik             | 67   | 27 | 22 | 1 | 4  | 58 | 24 | +34  | Primera ronda de la Liga Conferencia  |
| 3    | HB Tórshavn             | 59   | 27 | 19 | 2 | 6  | 55 | 23 | +32  | Segunda ronda de la Liga Conferencia  |
| 4    | NSÍ Runavík             | 42   | 27 | 13 | 3 | 11 | 54 | 43 | +11  | Primera ronda de la Liga Conferencia  |
| 5    | B36 Tórshavn            | 41   | 27 | 11 | 8 | 8  | 56 | 42 | +14  |                                       |
| 6    | 07 Vestur               | 30   | 27 | 9  | 3 | 15 | 34 | 60 | −26  |                                       |
| 7    | EB/Streymur             | 28   | 27 | 9  | 1 | 17 | 35 | 49 | −14  |                                       |
| 8    | B68 Toftir              | 21   | 27 | 5  | 6 | 16 | 23 | 48 | −25  |                                       |
| 9    | Skála Ítróttarfelag (D) | 20   | 27 | 5  | 5 | 17 | 27 | 57 | −30  | Descenso a la 1. deild 2025           |
| 10   | ÍF Fuglafjarðar (D)     | 7    | 27 | 1  | 4 | 22 | 24 | 85 | −61  | Descenso a la 1. deild 2025           |

Actualizado a los partidos jugados el 26 de octubre de 2024.
 Fuente: FSF
Notas:
1. ↑  Campeón de la Copa de Islas Feroe 2024.

### Resultados
| Local \ Visitante   | B36 | TOF | EBS | HAV | ÍF  | KÍ  | NSI | SKA | VES | VÍK |
| ------------------- | --- | --- | --- | --- | --- | --- | --- | --- | --- | --- |
| B36                 |     | 1–1 | 1–0 | 1–2 | 3–3 | 2–0 | 2–2 | 3–0 | 2–2 | 1–2 |
| B68                 | 0–3 |     | 2–0 | 0–1 | 0–0 | 0–4 | 1–2 | 1–1 | 1–2 | 0–3 |
| EB/Streymur         | 0–4 | 1–1 |     | 0–4 | 5–0 | 0–1 | 0–4 | 3–0 | 0–2 | 1–3 |
| HB                  | 2–1 | 0–1 | 2–1 |     | 4–0 | 1–0 | 3–2 | 3–0 | 4–1 | 0–2 |
| ÍF                  | 3–4 | 2–2 | 0–1 | 0–1 |     | 1–2 | 2–4 | 1–2 | 0–1 | 1–8 |
| KÍ                  | 4–2 | 3–0 | 2–1 | 0–3 | 6–0 |     | 3–2 | 1–0 | 2–0 | 2–1 |
| NSÍ Runavík         | 1–0 | 4–1 | 2–0 | 2–3 | 3–0 | 1–2 |     | 3–1 | 4–1 | 0–1 |
| Skála Ítróttarfelag | 1–4 | 3–1 | 3–0 | 0–3 | 3–2 | 1–2 | 0–3 |     | 1–2 | 0–4 |
| 07 Vestur           | 4–4 | 1–0 | 4–2 | 0–3 | 0–1 | 0–4 | 0–4 | 0–1 |     | 0–2 |
| Víkingur            | 4–0 | 2–0 | 4–0 | 2–1 | 6–0 | 2–0 | 2–0 | 2–1 | 5–1 |     |

| Local \ Visitante   | B36 | TOF | EBS | HAV | ÍF  | KÍ  | NSI | SKA | VES | VÍK |
| ------------------- | --- | --- | --- | --- | --- | --- | --- | --- | --- | --- |
| B36                 |     | 2–0 | –   | 2–2 | –   | –   | 2–2 | 3–0 | –   | 1–4 |
| B68                 | –   |     | 1–4 | –   | 3–1 | 0–2 | –   | 1–1 | –   | 1–2 |
| EB/Streymur         | 1–0 | –   |     | 1–4 | 2–1 | –   | 4–1 | 1–0 | 6–0 | –   |
| HB                  | –   | 1–0 | –   |     | –   | –   | –   | 3–0 | 1–0 | 1–1 |
| ÍF                  | 0–3 | 2–1 | –   | –   |     | 1–4 | –   | –   | –   | –   |
| KÍ                  | 2–2 | –   | 2–1 | 1–0 | –   |     | 3–1 | 3–1 | –   | –   |
| NSÍ Runavík         | –   | 1–4 | –   | 3–2 | 3–0 | –   |     | –   | –   | –   |
| Skála Ítróttarfelag | –   | –   | –   | –   | 3–3 | –   | 0–0 |     | 4–1 | 0–3 |
| 07 Vestur           | 0–3 | 2–0 | –   | –   | 5–1 | 0–1 | 3–0 | –   |     | –   |
| Víkingur            | –   | –   | 1–0 | –   | 5–0 | 1–2 | 3–0 | –   | 4–1 |     |

## Goleadores
Actualizado el 26 de octubre de 2024.
| Pos. | Jugador            | Equipo        | Goles |
| ---- | ------------------ | ------------- | ----- |
| 1    | Páll Klettskarð    | KÍ Klaksvik   | 21    |
| 2    | Petur Knudsen      | NSÍ Runavík   | 15    |
| 3    | Áki Samuelsen      | HB Tórshavn   | 12    |
| 4    | Marius Lindh       | B36 Tórshavn  | 11    |
| 5    | Poul Kallsberg     | Víkingur Gøta | 10    |
| 5    | Steffan Løkin      | NSÍ Runavík   | 10    |
| 5    | Finnur Justinussen | Víkingur Gøta | 10    |
| 5    | Sølvi Vatnhamar    | Víkingur Gøta | 10    |